# Смыкаревка
Смыкаревка (укр. Смикарівка) — село,
Пустогородский сельский совет,
Глуховский район,
Сумская область,
Украина.
Код КОАТУУ — 5921585202. Население по переписи 2001 года составляло 34 человека .

## Географическое положение
Село Смыкаревка находится на правом берегу реки Смолянка,
выше по течению на расстоянии в 1 км расположено село Смолино,
ниже по течению на расстоянии в 2 км расположено село Степановка (Ямпольский район).